# Генеральне секретарство внутрішніх справ УНР
Генеральне секретарство внутрішніх справ УНР — галузевий державний виконавчий орган, утворений Українською Центральною Радою у червні 1917. Структура секретарства (міністерства) не була стабільною. Його відділи іменувалися департаментами, управами, бюро тощо. Генеральне секретарство внутрішніх справ на місцях представляли губернські та повітові комісари, місцеве самоврядування — земства та міські думи.  У вересні 1917 уряд зобов'язав Генеральне секретарство рішуче боротися з анархією і контрреволюційними замахами, за допомогою демократичних органів місцевого самоврядування перетворити стихійні формування Вільного козацтва на активну й організовану силу для боротьби із злочинністю. .
В ІІІ Універсалі Центральної Ради, виданому в листопаді 1917 р., говориться:
|  | Генеральному Секретарству внутрішніх справ приписуємо: Вжити всіх заходів до закріплення й поширення прав місцевого самоврядування, що являються органами найвищої адміністративної влади на місцях, і до встановлення найтіснішого зв'язку й співробітництва його з органами революційної демократії, що має бути найкращою основою вільного демократичного життя |

Секретарство стало міністерством за доби Директорії. Реорганізоване відомство фактично звузило поле діяльності: в основному наглядало за роботою губернських, повітових, волосних і міських комісаріатів та їхніх управлінь, займалося справами охорони громадського порядку. 3 серпня 1919 при міністерстві почала працювати Особлива нарада у складі міністрів внутрішніх справ, юстиції і військового.  Винних висилали у визначені місцевості на строк до одного року. Тоді ж Директорія надала міністрові внутрішніх справ право позасудового розгляду і призначення покарань щодо багатьох правопорушень.
Разом з падінням Директорії Міністерство завершило своє недовге існування.